# کوتاناد
کوتاناد (مالایالامی: കുട്ടനാട്‌) نام منطقه‌ای در ایالت کرالا در جنوب هند است. این منطقه در حوضه آبریزهای جنوبی دریاچه وِمباناد در ناحیه آلاپوژا واقع شده و توسط آبراه‌های متعددی زهکشی می‌شود. حدود ۵۰۰ کیلومتر مربع از مساحت ۱۱۵۷ کیلومتری این منطقه، به عنوان تنها منطقه در هند، زیر سطح دریا قرار دارد. عمیق‌ترین نقطه این منطقه با ۲٫۲ متر زیر سطح دریا، در واقع پست‌ترین نقطه هند نیز محسوب می‌شود.
علاوه بر این، کوتاناد به عنوان انبار غله کرالا شناخته می‌شود. در این منطقه حاصلخیز که حدود ۲ میلیون نفر در آن زندگی می‌کنند، عمدتاً برنج کشت می‌شود.
کوتاناد منطقه‌ای است که بخش‌های آلاپوژا، کوتایام و پاتانامتیتا در ایالت کرالا، هند را در بر می‌گیرد. این منطقه به دلیل شالیزارهای وسیع و ویژگی‌های جغرافیایی منحصر به فرد خود مشهور است. کوتاناد پست‌ترین ارتفاع را در هند دارد و یکی از معدود مکان‌های جهان است که کشاورزی در حدود ۱٫۲ تا ۳ متر (۴ تا ۱۰ فوت) زیر سطح دریا انجام می‌شود. کوتاناد از نظر تاریخی در گذشته باستانی هند جنوبی اهمیت دارد و تولیدکننده اصلی برنج در این ایالت است. کشاورزان کوتاناد به دلیل کشاورزی زیست‌شوری (کشاورزی در شرایط آب و خاک شور) شهرت دارند. سازمان خواربار و کشاورزی ملل متحد (فائو) در سال ۲۰۱۳ سامانه کشاورزی کوتاناد را به عنوان یک میراث کشاورزی مهم جهانی (GIAHS) اعلام کرده است.
چهار رودخانه اصلی کرالا به نام‌های پامبا، میناشیل، آچانکوویل و مانیمالا به این منطقه سرازیر می‌شوند. این منطقه به خاطر مسابقه قایق‌سواری در آب‌های پشت پونامادا، معروف به «والام کالی» در زبان مالایالام، مشهور است.
کوتاناد هیچ تاریخ ثبت شده‌ای در مورد منشأ این سرزمین ندارد. با این حال، ترکیبی از افسانه‌ها و اسطوره‌ها به صورت شفاهی در میان مردم محلی از نسلی به نسل دیگر منتقل می‌شود. زمانی باور بر این بود که کوتاناد یک جنگل وحشی با رشد متراکم درختان بود که متعاقباً در اثر آتش‌سوزی از بین رفت. چوتاناد (به معنای محل جنگل سوخته) در نهایت به نام کوتاناد خوانده شد. تا همین اواخر، کنده‌های چوبی سیاه‌سوخته از شالیزارهایی به نام «کارینیلام» (شالیزارهای سیاه) استخراج می‌شد. این واقعیت فرضیه تکامل چوتاناد به کوتاناد را تأیید می‌کند. رامانکاری، پوتوککاری، آمیچاکاری، اوروککاری، میتراکاری، مامپوژاکاری، کایناکاری، چاتورتیاکاری و چننامکاری برخی از نام‌های آشنای مکان‌ها در کوتاناد هستند.

## مشکلات زیست‌محیطی در کوتاناد
در طول فصل بارندگی موسمی جنوب غربی در تابستان، رودخانه‌ها و کانال‌های کوتاناد از کوه‌های گهات غربی آب شیرین دریافت می‌کنند. در مقابل، در گذشته در طول فصل خشک مونسون شمال شرقی، آب دریا از طریق دریاچه وِمباناد که به دریای عرب متصل است به این منطقه بازمی‌گشت که منجر به کمبود آب آشامیدنی و شوری خاک می‌شد.
در سال ۱۹۷۵ برای مقابله با این مشکل، سدی احداث شد که از ورود آب دریا به این منطقه جلوگیری می‌کند. اگرچه این سد توانست از شوری خاک جلوگیری کند، اما سرعت جریان آبراه‌ها را در طول فصل خشک به‌طور چشمگیری کاهش داد. در این فصل، آب‌های جاری به آب‌های ساکن تبدیل می‌شوند و فاضلاب و سموم دفع آفات کشاورزی که در این منطقه به شدت مورد استفاده قرار می‌گیرد، نمی‌توانند از این منطقه خارج شوند. با این وجود، مردم محلی از این آب به عنوان آب آشامیدنی استفاده می‌کنند. به همین دلیل، از زمان ساخت این سد، شاهد افزایش قابل توجهی در بیماری‌های گوارشی و بیماری‌های عفونی در این منطقه بوده‌ایم. جمع‌آوری آب باران به عنوان راه حلی برای این مشکل در نظر گرفته می‌شود.
آلودگی شدید آب همچنین اثرات منفی بر تنوع زیستی در کوتاناد داشته است. بخش بزرگی از گونه‌های بومی ماهی و پرندگان در این منطقه از بین رفته‌اند.